# قارة حلوة

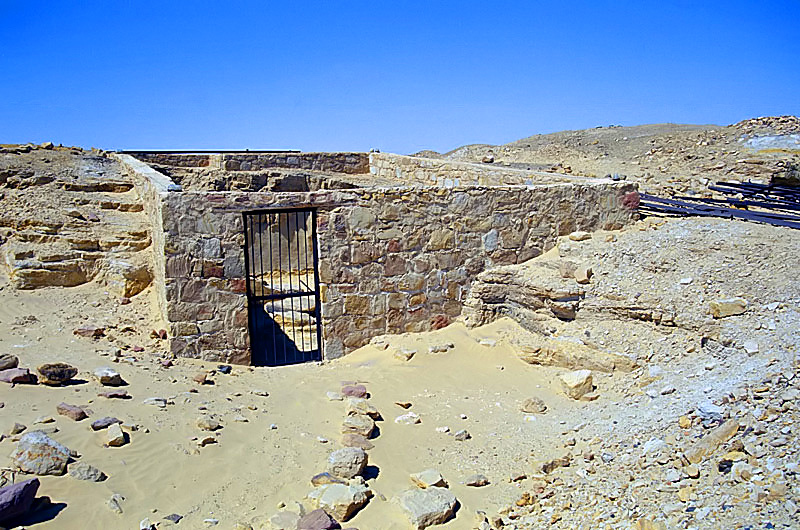
مدخل قبر أمنحتب حوي

قارة حلوة هو موقع أثري في الواحات البحرية على بعد 2.5 كم جنوب غرب مركز مدينة الباويطي بمحافظة الجيزة، مصر. يحتوي مقبرة أمنحتب المسمى حوي، من الأسرة المصرية الثامنة عشر، وهو من أقدم النقوش من الوادي.

## الاكتشاف
كان أمنحتب المسمى حوي، حاكمًا مصريًا قديمًا للواحات الشمالية. أصله وأصل زوجته ويرلي غير معروفين. نظرًا لعدم وجود أسماء لأطفال في مقبرته، فمن المحتمل أن الأسرة كانت بلا أطفال. من الناحية الأسلوبية، يمكن تعيين القبر في نهاية الأسرة الثامنة عشر.
من غير المعتاد العثور على قبر لمثل هذا المسؤول الرفيع هنا في بلد أجنبي وليس في الضفة الغربية في طيبة، لكننا للأسف لا نعرف أصله الذي ربما يفسر هذا الظرف. على الأقل كان لديه منزله في الموقع، لكن هذا كان استثناءً بين المسؤولين - ولا توجد قبور أخرى في الموقع. كان تركيزه الأساسي على الزراعة (الحبوب والنبيذ والماشية).
تم فحص القبر لأول مرة ونشره جزئيًا في الفترة من 17 إلى 21 يناير 1900 بواسطة بعثة عالم المصريات الألماني جورج شتايندورف. الصور التي التقطتها البعثة لها قيمة خاصة اليوم لأن حالة القبر تدهورت بشكل كبير منذ ذلك الحين. في عام 1938 زار القبر أحمد فخري (1905-1973). وجد آثارًا للرسم على النقش الغارق. كان فخري أول عالم مصريات ينشر القبر بشكل شامل. اعتمد فان سيكلن في وثائقه لعام 1981 على صور من بعثة شتايندورف.

## مقبرة أمنحتب المسمى حوي

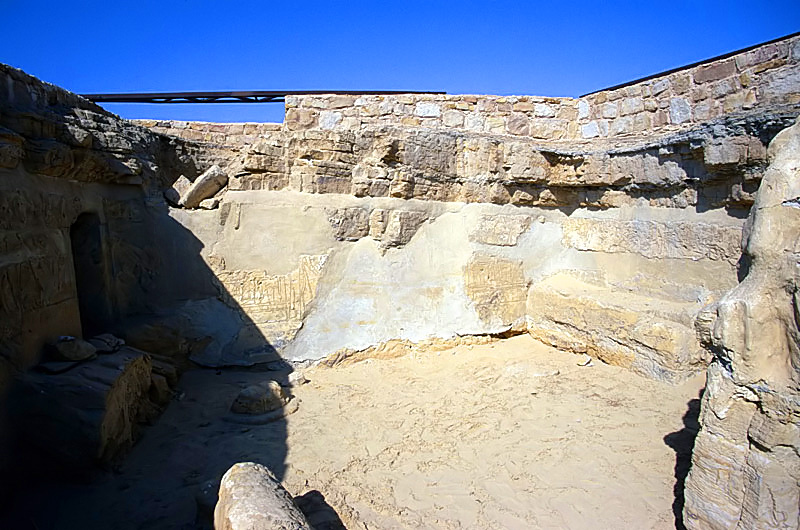
القاعة الخلفية لمقبرة أمنحتب حوي

شيد قبر أمنحتب على يد حرفيين طيبة في تل الحجر الرملي المحلي. من خلال المدخل في الجنوب الغربي، تدخل الغرفة الأولى من غرفتين تقع إحداهما خلف الأخرى. يمكن للمرء أن يخمن فقط في الفناء أمام القبر. يوجد في الغرفة الخلفية كواتان للدفن على اليسار وواحدة على اليمين.

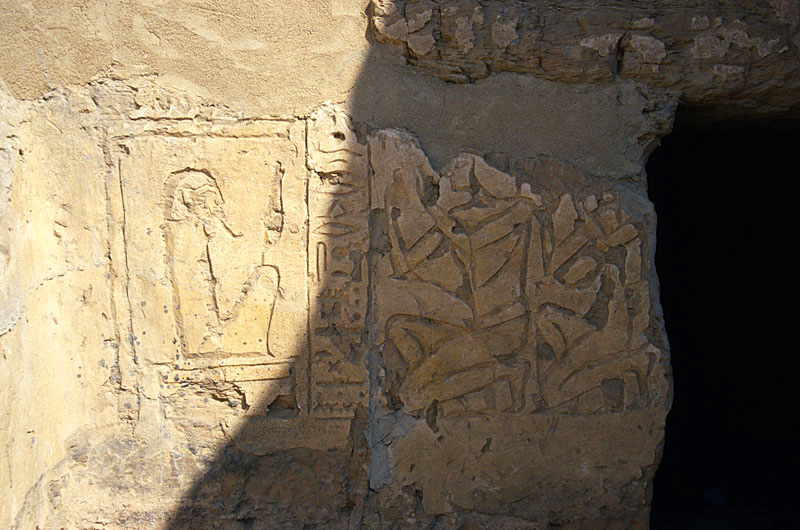
أمنحتب وامرأته أمام البواب. القاعة الخلفية لمقبرة أمنحتب حوي

يبلغ عرض الغرفة الأمامية حوالي 5.5 متر وعمق حوالي 3.2 متر. دعامة، لم تعد هناك، تدعم السقف. عانت المشاهد في القاعة الأمامية أكثر من غيرها: الركن الجنوبي الغربي مفقود تمامًا اليوم، والرسم على الجدار الخلفي الأيسر مفقود أيضًا اليوم. لم يبق سوى عدد قليل من المشاهد على الجدران الأخرى. تضمنت الرسوم في السابق موكب الموتى، وإعداد الطعام وتقديمه، وعشق سيد القبر وزوجته على الجدار الأيسر. لا يزال من الممكن رؤية بقايا أربعة حاملين أباريق على جدار المدخل الأيمن. كان الجدار الخلفي الموجود على اليسار يحتوي ذات مرة على ما يسمى بالاعتراف السلبي بالخطايا، أي أن أمنحتب نفى أنه ارتكب خطيئة في أي وقت ويطلق أفعاله على المحتاجين. لا يزال بالإمكان رؤية بقايا مشهد على الجدار الخلفي الأيمن، حيث يقف سيد القبر وزوجته (لم تعد متوفرة) على اليمين أمام ترنيمة الشمس وإله على شكل مومياء، ربما أوزوريس.

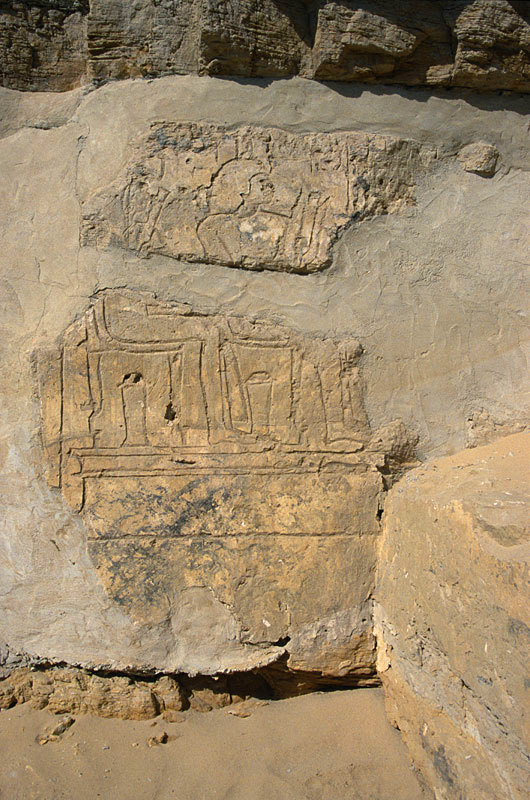
أمنحتب وامرأته أمام مائدة قرابين. القاعة الخلفية لمقبرة أمنحتب حوي

يبلغ عرض القاعة الخلفية حوالي 5.5 متر وعمق 4 أمتار وتحتوي على أربعة أعمدة تدعم السقف. لا يزال جدار المدخل على اليمين واضحًا للعيان: يشرف رب القبر على اليسار على جمع الحبوب وتخزينها. في السجل العلوي، شوهد خمسة رجال يحملون أكياس حبوب ويضعونها في مخزن الحبوب. في السجل السفلي يمكنك رؤية اثنين من المسؤولين على اليسار يسجلان كمية الحبوب. يمكنك أن ترى من خلفك أربعة رجال يملأون الأكياس بمساعدة جهاز قياس الحبوب، ويربطون الأكياس ويحملونها بعيدًا.

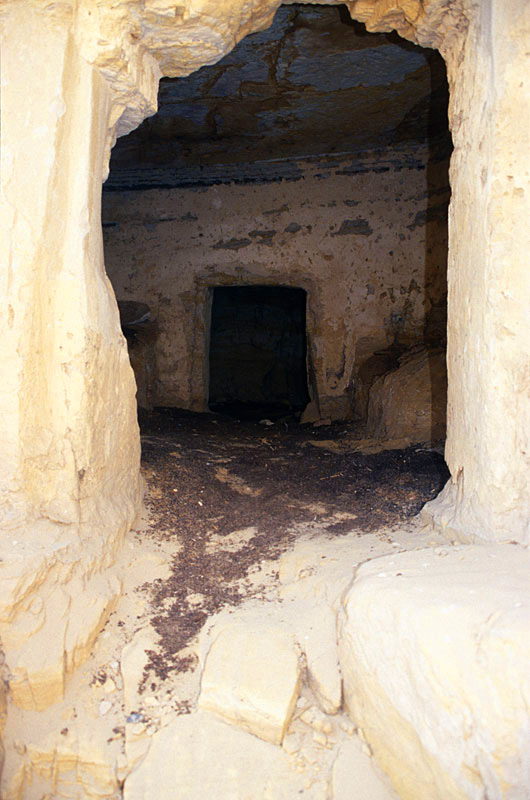
الغرفة الجانبية لمقبرة أمنحتب حوي

يوجد أيضًا سجلين على الجدار الأيمن. ومع ذلك، فإن الجزء السفلي أقصر لأن الجزء الخلفي من الجدار مشغول بمقعد والجزء الأمامي من خلال الوصول إلى مكان الدفن. يتكون السجل العلوي من ثلاثة مناظر لسيد القبر الراكع وزوجته، وهي راكعة أيضًا: في أقصى اليسار يمكنك رؤية كل من أمام مائدة قرابين وبقرة تقف أمام الجبال الغربية. البقرة بالتأكيد حتحور أو إلهة الغرب تستقبل الميت عند مدخل مملكة الموتى. إلى اليمين كان هناك زوجان آخران يعبدان الإله حورس برأس الصقر والإله برأس ابن آوى أنوبيس. في السجل السفلي، يرى المرء الزوجين راكعين أمام ضريح في منزل أوزوريس مع حارس البوابة الذي يشبه الشيطان، والذي يحمل سكينًا على ركبته. عند البوابات، يجب أن يتلو سيد القبر التعويذة الصحيحة ليتم قبوله.

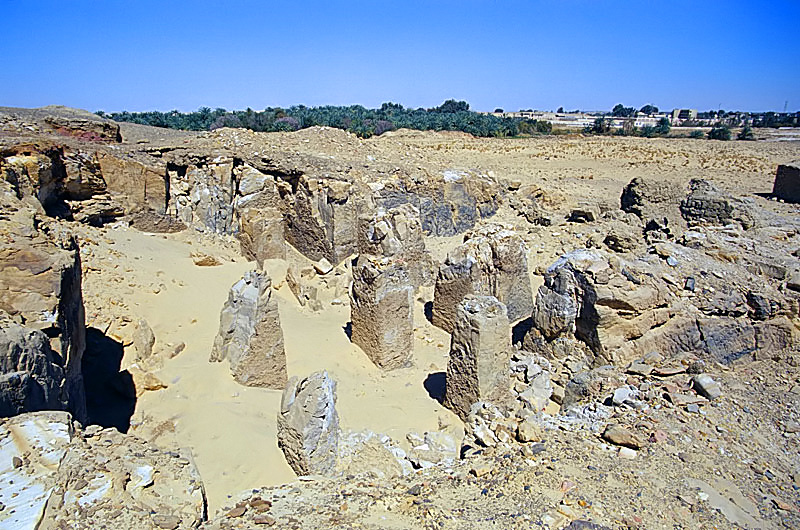
معبد أو قبر غير معروف بالقرب من قبر أمنحتب حوي

الجدار الخلفي مدمر بالكامل في المنتصف. على الجانبين يمكنك رؤية مناظر صورة طبق الأصل للزوجين جالسين أمام مائدة قرابين. على الجدار الأيسر يمكنك رؤية مداخل اثنين من محاريب الدفن مع بقايا قليلة من النقوش. تتكون كل واحدة من محاريب الدفن من غرفتين مربعتين عرضهما حوالي 1.5 متر، واحدة خلف الأخرى.
شمال (على اليمين) من القبر مبنى آخر غير مكتمل له عدة أعمدة. لم يرد ذكره في الأدب: يمكن أن يكون معبدًا أو قبرًا آخر.